# 将口镇
将口镇，是中华人民共和国福建省南平市建阳区下辖的一个镇。

## 行政区划
将口镇下辖以下地区：
石维村、杨香村、回潭村、胡巷村、新建村、松柏村、横塘村、南台村、西岸村、山尾村、芹口村、东田村和将口村。